# Сансет-Біч
Сансет-Біч (англ. Sunset Beach) — літнє село в Канаді, у провінції Альберта, у складі муніципального району Атабаска.

## Населення
За даними перепису 2016 року, літнє село нараховувало 49 осіб постійного населення, показавши зростання на 11,4 %, порівняно з 2011-м роком. Середня густина населення становила 65,9 осіб/км².
З офіційних мов обидвома одночасно не володів жоден з жителів, тільки англійською — 50. Усього 5 осіб вважали рідною мовою не одну з офіційних, з них 5 — українську.
Працездатне населення становило 15 осіб (33,3 % усього населення), усі були зайняті.

## Клімат
Середня річна температура становить 1,6 °C, середня максимальна — 20,7 °C, а середня мінімальна — -22,8 °C. Середня річна кількість опадів — 475 мм.
| Клімат поселення                              | Клімат поселення | Клімат поселення | Клімат поселення | Клімат поселення | Клімат поселення | Клімат поселення | Клімат поселення | Клімат поселення | Клімат поселення | Клімат поселення | Клімат поселення | Клімат поселення | Клімат поселення |
| Показник                                      | Січ.             | Лют.             | Бер.             | Квіт.            | Трав.            | Черв.            | Лип.             | Серп.            | Вер.             | Жовт.            | Лист.            | Груд.            |                  |
| Середній максимум, °C                         | −9,64            | −5,52            | 0,65             | 9,66             | 16,13            | 20,34            | 20,66            | 19,93            | 14,66            | 9,11             | −0,9             | −8,55            |                  |
| Середня температура, °C                       | −16,21           | −12,05           | −5,9             | 3,09             | 9,57             | 13,79            | 15,89            | 15,16            | 9,88             | 4,34             | −5,68            | −13,32           |                  |
| Середній мінімум, °C                          | −22,75           | −18,62           | −12,46           | −3,46            | 3,02             | 7,22             | 11,12            | 10,39            | 5,12             | −0,44            | −10,44           | −18,1            |                  |
| Норма опадів, мм                              | 24               | 16               | 16               | 23               | 45               | 88               | 101              | 62               | 37               | 21               | 19               | 23               |                  |
| Середньомісячна швидкість вітру, м/с          | 3.18             | 3.10             | 3.30             | 3.53             | 3.60             | 3.20             | 3.00             | 3.00             | 3.01             | 3.47             | 3.28             | 3.30             |                  |
| Середньомісячна сонячна радіація, кДж/м²·день | 3038             | 6442             | 11938            | 17151            | 20525            | 21902            | 21822            | 18069            | 12085            | 6936             | 3379             | 2169             |                  |
| --------------------------------------------- | ---------------- | ---------------- | ---------------- | ---------------- | ---------------- | ---------------- | ---------------- | ---------------- | ---------------- | ---------------- | ---------------- | ---------------- | ---------------- |
| Джерело:                                      |                  |                  |                  |                  |                  |                  |                  |                  |                  |                  |                  |                  |                  |